# Duel Carrouges-le Gris
Pour les articles homonymes, voir Carrouges (homonymie).
 (mars 2017).
Si vous disposez d'ouvrages ou d'articles de référence ou si vous connaissez des sites web de qualité traitant du thème abordé ici, merci de compléter l'article en donnant les références utiles à sa vérifiabilité et en les liant à la section « Notes et références ».
 (mars 2017).
 (mars 2017).
- Si vous ne connaissez pas le sujet, laissez ce bandeau (vous pouvez alors contacter les auteurs).
- Si vous supprimez le contenu mis en cause (vous pouvez préalablement contacter les auteurs),

argumentez précisément cette suppression dans la page de discussion
(un manque de référence n'est pas un argument ; une recherche réelle de référence doit avoir été effectuée, être formellement documentée).

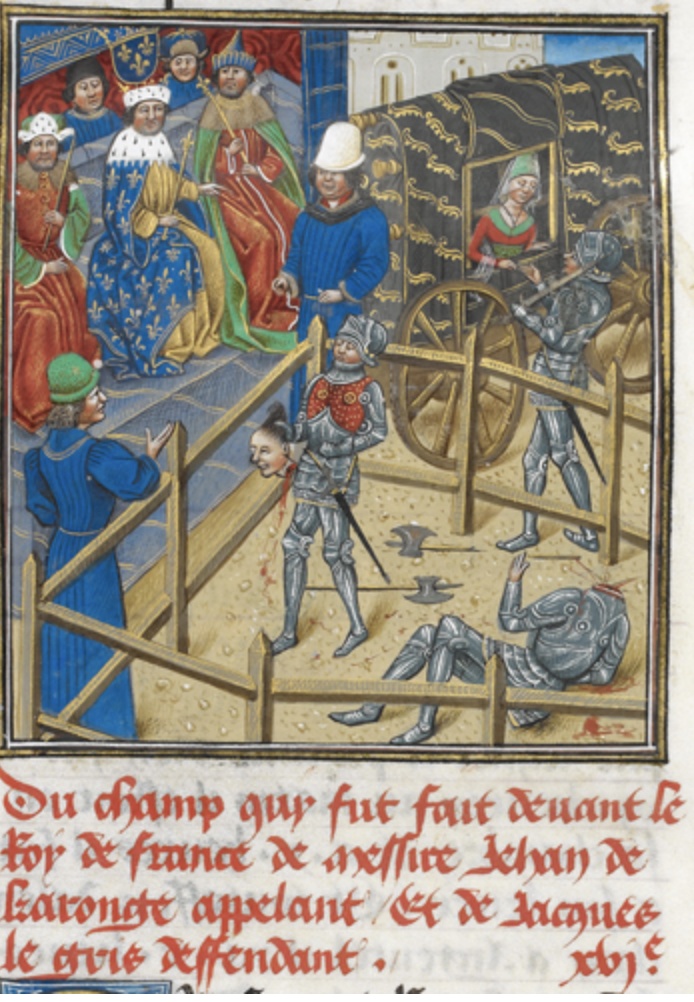
Duel entre Jacques le Gris et Jean de Carrouges.

Le duel Carrouges - le Gris est un duel judiciaire qui eut lieu le 29 décembre 1386 à Saint-Martin-des-Champs (Yvelines) en France après avoir été autorisé par le Parlement de Paris à la suite de la demande faite par Jean de Carrouges, chevalier, contre le favori du comte Pierre II d'Alençon, Jacques le Gris, écuyer et chambellan du comte, qu'il accuse d'avoir violé sa jeune épouse, Marguerite de Thibouville.

## La survivance d'un mode de preuve
Le duel judiciaire apparaît aux prémices du Moyen Âge comme un mode de preuve courant. Le jugement de Dieu (ou ordalie) y occupe une place fondamentale, il participe à la manifestation de la vérité et permet ainsi à la partie qui s'y soumet de prouver son innocence. Plus qu'un mode de preuve, plus qu'un système permettant au juge de parvenir à la vérité, l'ordalie apparaît comme un véritable droit, celui de se disculper d'accusations dont on fait l'objet. L'ordalie, plus particulièrement l'ordalie bilatérale que constitue le duel judiciaire, apparaît contraire aux modes de preuves rationnelles que nous connaissons aujourd'hui (un ensemble de données de fait qui permettent de conclure à l'innocence ou à la culpabilité du présumé coupable). Par le biais de l'ordalie, le juge cherche à s'adresser à des forces supérieures qui pourront le guider par un signe vers le chemin de la vérité, mais plus encore vers la partie du procès qui est digne de confiance.
Pourtant la pratique des ordalies et donc du duel judiciaire entre en crise aux XIe et XIIe siècles. L'Église, dont l'influence s’accroît sur le continent au bas Moyen Âge, n'a jamais vu d'un bon œil cette forme de justice considérée comme barbare et peu fiable. Formellement opposés à ce qu'un juge laïc ait recours au divin pour parvenir à la vérité,  Innocent III et le concile de Latran IV de 1215 montrent leur opposition à ce mode de preuve. Une interdiction formelle est émise pour les clercs de participer aux processions religieuses précédant le recours à l'ordalie : sans leur intervention, l’ordalie n'a plus de sens.
La redécouverte du corpus justinien par l'école de Bologne et le développement de l'autonomie scientifique (un héritage du droit romain) contribuent à cet effacement de la preuve irrationnelle au profit d'un mode de preuve rationnelle, composant d'un droit romano-canonique (clé de voûte du ius commune, le « droit commun ») en pleine expansion. La coutume héritée des peuples barbares survit aux assauts de la papauté et de la royauté. Une ordonnance de Louis IX en 1260 eut pour objectif de mettre fin à cette pratique. Mais le duel judiciaire continua d'être pratiqué et fut réhabilité par Philippe IV le Bel en 1306.
Le Parlement se voit alors octroyer la tâche de l'endiguer : il  développe une rigueur procédurale, recourant à un texte déjà en vigueur, l’ordonnance de 1306 qui, même si elle réhabilite le duel judiciaire, mentionne des conditions strictes pour y recourir. En effet, pour qu'il soit utilisable par les parties, le crime doit avoir été commis de manière occulte et ne pouvoir être prouvé par un autre mode de preuve, être puni de la peine capitale ; le suspect doit être poursuivi par la clameur publique (c'est-à-dire être accusé publiquement et notoirement d'avoir commis un crime).
L'affaire Carrouges-le Gris remplit toutes ces conditions. Dès lors, le Parlement de Paris ne peut échapper au recours du duel judiciaire.

## L'inimitié de Jean de Carrouges pour Jacques le Gris
Les deux hommes se connaissent bien. L'un est issu d'une lignée respectable, qui a toujours servi avec honneur la famille du comte d'Alençon ; l'autre, d'un milieu plus modeste, a gravi l'échelle sociale et s'est vu octroyer un poste à responsabilité : écuyer du comte. Favori du comte, Jacques le Gris, pourtant proche de Jean de Carrouges au début de leur relation, commence à être l'objet de jalousies. Jean de Carrouges, dont la situation financière n'est guère enviable pour un seigneur au Moyen Âge, voit d'un mauvais œil le favoritisme dont le Gris fait l'objet et jalouse l'aisance financière qui accompagne les bonnes relations de ce dernier et du comte d'Alençon.
Si Jean de Carrouges mène une vie honnête et se révèle un mari aimant pour sa première épouse, Jehanne de Tilly, et pour sa seconde épouse, Marguerite de Thibouville, l'écuyer du comte mènerait, selon la rumeur, une vie sulfureuse, usant de sa richesse et de son prestige pour obtenir la faveur des dames. Jean de Carrouges invite cependant Jacques le Gris à embrasser amicalement sa seconde épouse lors d'une cérémonie des relevailles à laquelle ils sont tous deux conviés.
En janvier 1386, Jean de Carrouges, à qui les expéditions en Écosse contre la puissance anglaise n'ont pas été financièrement profitables, est contraint de rejoindre la capitale pour s'entretenir avec le roi. Il confie son épouse à sa mère et lui enjoint de rejoindre le domaine familial de Copomesnil.

## Le viol de la Dame de Carrouges
Au domaine de Copomesnil, Marguerite, qui était censée ne pas se trouver seule et rester sous bonne garde, demeure pourtant un certain temps isolée dans la demeure familiale. Sa belle-mère Nicole a dû rejoindre le vicomte de Falaise à Saint-Pierre-sur-Dives, emmenant l'ensemble de ses serviteurs. Adam Louvel, ami et serviteur de Jacques le Gris, arrive à Copomesnil et demande à la Dame de Carrouges d'accorder ses faveurs à son maître, de lui permettre d'exprimer l'amour qu'il a pour elle. Elle refuse. Le Gris vient en personne et tente d'obtenir ce qu'il veut, promettant le secret et des récompenses. Malgré son refus, il la viole. Elle raconte tout à son époux au retour de celui-ci. La trame de ce récit est très semblable à l'histoire fameuse du viol de Lucrèce par le fils de Tarquin le Superbe dans la Rome antique.
Jean de Carrouges réclame contre le Gris justice et dédommagement : la peine capitale.

## La défense de Jacques le Gris
Jacques le Gris a le soutien de son protecteur, le comte d'Alençon, malgré les accusations et les rumeurs sur son style de vie. Il réfute le témoignage de Marguerite en appelant des témoins pour établir sa présence lors des faits dans une ville à vingt-cinq milles de là. Il insinue également que le mari jaloux a menacé sa femme de mentir pour se venger de lui.

## Le duel
Une première décision judiciaire actée par le comte d'Alençon (les deux hommes étant ses vassaux), innocente l'écuyer Jacques le Gris. Le chevalier Jean de Carrouges s'adresse directement au Parlement de Paris qui rend justice au nom du roi, Charles VI. Les critères pour recourir au duel judiciaire sont stricts, mais aucun autre mode de preuve ne permet de parvenir à la vérité. Le supposé crime ayant été commis de manière occulte et le Gris étant poursuivi par la clameur publique, le roi doit concéder le recours au duel judiciaire. Les témoignages laissent penser que l'événement est exceptionnel. La date du duel est fixée de manière que le roi puisse y assister. Outre l'implication du roi, on note celle du Parlement et de grands personnages (Waleran de Luxembourg, comte de Saint-Pol, est témoin pour Jean de Carrouges, et Philippe d'Artois, comte d'Eu, pour le Gris).
Il revient donc à Dieu de désigner la partie digne de confiance : le vainqueur gardera la vie et verra ses allégations jugées véridiques. Le 29 décembre 1386, Jean de Carrouges tue Jacques le Gris lors du duel judiciaire organisé au prieuré Saint-Martin-des-Champs : guerrier aguerri de cinquante ans passés, il vainc un ennemi peut-être un peu plus jeune[réf. souhaitée] mais plus corpulent, et il obtient ainsi justice,.

## Médiagraphie

### Filmographie
- 2021 : Le Dernier Duel (The Last Duel), film américain, réalisé par Ridley Scott.
- [vidéo] 2021 : Le dernier duel judiciaire du Moyen Âge, chaîne Youtube Nota Bene.